# Dollartrilogin
Dollartrilogin (it: Trilogia del dollaro), även känd som Mannen utan namn-trilogin (it: Trilogia dell'Uomo senza nome) syftar på de tre spaghettivästern-filmerna regisserade av Sergio Leone med Clint Eastwood i huvudrollen och originalmusik av Ennio Morricone:
- För en handfull dollar (1964, Per un pugno di dollari)
- För några få dollar mer (1965, Per qualche dollaro in più)
- Den gode, den onde, den fule (1966, Il buono, il brutto, il cattivo)

Även om det inte var Leones avsikt blev de tre filmerna ansedda som en trilogi som skildrar "mannen utan namn" (Eastwoods rollfigur bär samma kläder och agerar på samma sätt). Den gode, den onde, den fule anses ofta utspela sig före de andra filmerna eftersom Eastwoods roll gradvis skaffar kläderna han bär i de andra två filmerna.
Fyra skådespelare har förekommit två gånger i trilogin (och alla spelar olika figurer i varje film): Lee Van Cleef, Gian Maria Volontè, Luigi Pistilli och Joseph Egger. Den enda skådespelaren som spelat i alla tre filmerna förutom Eastwood är Mario Brega som också han spelar en ny figur i varje film. Det har diskuterats huruvida Egger spelar samma roll eller inte eftersom han inte har något namn i varken För en handfull dollar eller För några få dollar mer, samt att Eastwoods figur verkar känna igen honom i den senare filmen.